# Еджзаджибаши (жіночий волейбольний клуб)
«Еджзаджибаши» (тур. Eczacıbaşı) — турецький жіночий волейбольний клуб зі Стамбула.

## Історія
Спортивний клуб «Еджзаджибаши» був створений у 1966 році з ініціативи Нежата Феріта Еджзаджибаши — турецького бізнесмена, засновника великого промислового холдингу Eczacıbaşı, що об'єднує компанії з виробництва фармацевтичних препаратів, косметики та будівельної кераміки. У структуру клубу спочатку увійшли чоловіча баскетбольна і дві волейбольні команди, а також команда з настільного тенісу. Наразі кольори клубу захищають тільки волейболістки, а його президентом з 1999 року є син Нежата Еджзаджибаши Фарук.
У 1970 році «Еджзаджибаши» вперше виграв чемпіонат Стамбула і бронзові медалі чемпіонату Туреччини. У 1973 році тренером «аптекарок» став Дженгіз Гьоллю. У першому ж сезоні під його керівництвом «Еджзаджибаши» завоював титул найсильнішої команди Туреччини, який поклав початок рекордної серії із 17 виграних національних чемпіонатів поспіль.
У 1974 році «аптекарки» розпочали виступи в Кубку європейських чемпіонів. Три роки поспіль команді не вдавалося подолати бар'єр 1/8 фіналу, потім двічі туркені програвали чвертьфінальні серії, а в сезоні-1979/80 пробилися у фінальну групу. У Празі підопічні Дженгіза Гьоллю програли Будапештському НІМу і празькій «Руді Гвєзде», в останній ігровий день перемогли «Динамо» з Тирани і при рівності основних турнірних показників із трьома командами завдяки кращому співвідношенню очок піднялися на друге місце. У складі колективу, який став першим в історії Туреччини призером найпрестижнішого Кубку, виступали Нурдан Айчелік, Арзу Багдатлиоглу, Сібель Белеку, Лілія Вєнкова, Мерал Калфаоглу, Віолет Костанда, Хюлья Одабаш, Мерал Оздемір, Сельджан Теоман, Айлін Устюндаг (капітан команди), Чігдем Ерман і Хюлья Ерчін.
У 1984 році «Еджзаджибаши» знову пробився до четвірки найсильніших команд Кубку європейських чемпіонів, але на фінальному етапі в Мюнхені не зміг здобути жодної перемоги. У сезоні-1992/93 команда стала фіналістом Кубку Європейської конфедерації волейболу, після чого її покинув, відпрацювавши 20 років на посаді головного тренера, Дженгіз Гьоллю. У наступному сезоні «Еджзаджибаши» під керівництвом Володимира Кузюткіна після п'ятирічної перерви повернувся на вершину чемпіонату Туреччини і надалі залишався одним із провідних клубів країни. Лише в 1997 році, коли російський фахівець перейшов до «Гюнеш Сігорту», «Еджзаджибаши» опинився за межею призерів національної першості.
Нові великі успіхи команди були пов'язані з ім'ям Гекхана Едмана. У сезоні-1998/99 під його керівництвом «аптекарки» завоювали Кубок Кубків, а крім того, виграли національні чемпіонат і Кубок, зазнавши у 46 матчах сезону лише одної поразки. Кольори команди захищали турецькі волейболістки Бану Бойтюзюн, Ділек Гірпан, Чігдем Джан Расна, Есра Дюзйол, Айджан Гекберк, Арзу Гьоллю, Озлем Озчелік, Седа Улаша, Бурдж Хакемез, Деніз Хакемез і тріо легіонерів — болгарка Валя Іванова, росіянка Ірина Ільченко та гравчиня збірної Азербайджану Олена Шабовта. За підсумками року олімпійська чемпіонка Сеула-1988 Ірина Ільченко стала однією з лауреатів традиційного опитування газети Zaman у номінації «Кращий іноземний спортсмен». У наступному сезоні «Еджзаджибаши», який посилився ще й Євгенією Артамоновою, знову повністю домінував у національних турнірах, а своєї єдиної (у 48 матчах) поразки зазнав від «Уралочки» у півфіналі Кубку європейських чемпіонів, який, як і вирішальні поєдинки торішнього Кубку Кубків, проходив у Бурсі.
Влітку 2000 року Гекхана Едмана на посаді головного тренера «Еджзаджибаши» змінив Михайло Омельченко, а найпомітнішою трансферною подією стало підписання контракту з одним із лідерів збірної Росії — Любов'ю Шашковою. Також почала виступати за «аптекарок» росіянка з турецьким паспортом Наталія Ханікоглу. За підсумками «Фіналу чотирьох» Ліги чемпіонів, що проходив у Нижньому Тагілі, стамбульська команда зайняла 4-е місце, програвши у півфіналі новому клубу Артамонової — італійській «Реджо-Калабрії», а в суперечці за бронзу — «Уралочці». Перед початком наступного сезону Омельченка біля керма команди змінив поляк Анджей Нємчик, замість Шашкової була запрошена інша зоряна російська нападниця — Олена Годіна, також поповнила склад її співвітчизниця, єднальна Тетяна Грачова. Третій поспіль вихід до «Фіналу чотирьох» головного єврокубка, який цього разу проходив на стамбульській арені, знову не увінчався для «Еджзаджибаши» завоюванням медалей, у зв'язку з чим Нємчик був відправлений у відставку.
У сезоні-2002/03, залишившись без легіонерок, «Еджзаджибаши» під керівництвом Мехмета Беденстліоглу вп'яте поспіль зробив «золотий дубль», вигравши чемпіонат і Кубок Туреччини, але в Лізі чемпіонів команда виступила вкрай невдало, зазнавши поразки у всіх шести матчах групового етапу. У вересні 2003 року центральні блокувальниці Чігдем Расна і Озлем Озчелік, нападниця Наталія Ханікоглу, яка була протягом багатьох років капітаном «Еджзаджибаши», сполучні Бахар Мерт і Месуді Куян домоглися історичного досягнення зі збірною Туреччини, вперше здобула срібло чемпіонату Європи. У фіналі континентальної першості туркені програли збірній Польщі, керованій колишнім тренером «Еджзаджибаши» Анджеєм Нємчиком.
Після 2004 року «аптекарок» очолював бразилець Марко Ауреліо Мотта, потім з командою працювали італійські фахівці Джузеппе Куккаріні (у 2007—2010) і Лоренцо Мічеллі (у 2010—2014). При комплектуванні складу стамбульський клуб основну ставку робив на турецьких волейболісток, посилюючи окремі позиції іноземками. Кілька сезонів за «Еджзаджибаши» провели американка Ненсі Метколф, італійка кубинського походження Мірка Франсія, сербка Весна Джурічіч, хорватки Майя Поляк і Сенна Юшіч. У сезоні-2009/10 кольори турецького клубу захищала чемпіонка світу Марія Борисенко, у сезоні2010/11 — українка Євгенія Душкевич, а в сезоні-2012/13 — Любов Соколова, яка раніше вже виступала за «Еджзаджибаши». У 2009 і 2014 роках команда виходила у «Фінали чотирьох» Ліги чемпіонів, але в обох випадках залишалася поза п'єдесталом.
У травні 2014 року головним тренером «Еджзаджибаши» став колишній наставник збірної Росії Джованні Капрара, а склад команди посилили догравальниця збірної США Джордан Ларсон, найрезультативніший гравець Кубку світу 2011 року домініканка Бетанія де ла Крус, німецька центрова Крістіана Фюрст, а також гравці національної збірної Туреччини єднальна Нілай Оздемір і нападниця Гьозде Йілмаз. Продовжили виступи за «аптекарок» давно знайомі їх уболівальникам Несліхан Демір, Бюшра Джансі, Есра Гюмюш, Гюльден Кузубашіоглу (Каялар), Асуман Каракоюн і Майя Поляк. У квітні 2015 року «Еджзаджибаши» уперше у своїй історії виграв Лігу чемпіонів, вирішальні поєдинки якої проходили у Щецині . У півфінальному стамбульському дербі підопічні Джованні Капрари виявилися сильнішими «Вакифбанка», взявши у «банкірок» реванш за поразку в аналогічній зустрічі минулорічного турніру, а в матчі за золото з рахунком 3: 0 обіграли італійський «Бусто-Арсіціо». Індивідуальних призів були удостоєні Бетані де ла Крус, Майя Поляк, Гюльден Кузубашіоглу і Крістіана Фюрст. Через місяць після перемоги у найпрестижнішому європейському клубному турнірі «Еджзаджибаши» став володарем золота клубного чемпіонату світу, що проходив у Цюріху. Почавши з несподіваної поразки від японського «Хісаміцу Спрінгс», підопічні Капрари змогли вийти з групи завдяки перемозі над володарем Кубку ЄКВ «Динамо» (Краснодар), потім у півфіналі обіграли господарок з «Волеро», а в фінальному матчі знову взяли верх над краснодарками — 3: 1. Найціннішою гравчинею обох міжнародних турнірів була визнана Джордан Ларсон, яка у минулому сезоні перемагала в них з російським клубом «Динамо-Казань».
Влітку 2015 року головні зміни в «Еджзаджибаши» торкнулися лінії нападників: команду поповнили кубинка з російським паспортом Росір Кальдерон Діас, сербка Тіяна Бошкович і Неріман Озсой, якими замінено Бетані де ла Крус, Есру Гюмюш і Гьозде Йілмаз. У сезоні-2015/16 команда достроково склала з себе повноваження переможця Ліги чемпіонів, програвши у матчах «раунду дванадцяти» «Вакифбанку», а в національному чемпіонаті втретє поспіль стала бронзовим призером. У травні 2016 року Джованні Капрару замінив інший італійський тренер — Массімо Барболіні.
У сезоні 2016/17 команда, до складу якої увійшли сербська єднальна Майя Огнєнович, російська догравальниця Тетяна Кошелєва, бразильська блокувальниця Таїса, знову виграла клубний чемпіонат світу, посіла 3-є місце у Лізі чемпіонів, але вперше за останні 20 років опинилася за межею призерів у внутрішньому чемпіонаті. Наслідком не надто успішного виступу стала чергова зміна тренера, і у травні 2017 року «Еджзаджибаши» прийняв бразильського фахівця Марко Ауреліо Мотта, який раніше вже працював із цією командою. Під його керівництвом «аптекарки» у квітні 2018 року завоювали Кубок Європейської конфедерації волейболу, взявши верх у фінальних матчах над «Мінчанкою».

## Досягнення
Клубний чемпіонат світу
- Перше місце (2): 2015, 2016.
- Друге місце (1): 2019
- Третє місце (1): 2018

Ліга чемпіонів ЄКВ
- Перше місце (1): 2015
- Друге місце (1): 1980
- Третє місце (3): 2000, 2002, 2017

Кубок Європейської конфедерації волейболу
- Перше місце (1): 1999, 2018, 2022
- Третє місце (1): 2005

Кубок виклику ЄКВ
- Друге місце (1): 2005

Чемпіонат Туреччини
- Перше місце (28): 1973, 1974, 1975, 1976, 1977, 1978, 1979, 1980, 1981, 1982, 1983, 1984, 1985, 1986, 1987, 1988, 1989, 1994, 1995, 1999, 2000, 2001, 2002, 2003, 2006, 2007, 2008, 2012
- Друге місце (9): 1972, 1990, 1991, 1993, 1998, 2009, 2013, 2018, 2019
- Третє місце (11): 1970, 1971, 1992, 1996, 2004, 2005, 2010, 2011, 2014, 2015, 2016

Кубок Туреччини
- Володар (9): 1999, 2000, 2001, 2002, 2003, 2009, 2011, 2012, 2019
- Фіналіст (3): 1998, 2013, 2018
- Третє місце (5): 2010, 2014, 2015, 2017, 2022

Суперкубок Туреччини
- Перше місце (5): 2011, 2012, 2018, 2019, 2020
- Друге місце (3): 2009, 2013, 2021

Чемпіонат Стамбулу
- Перше місце (11): 1970, 1974, 1975, 1976, 1977, 1979, 1980, 1981, 1982, 1983, 1984

## Склад
Склад команди у сезоні 2022/2023 (станом на жовтень 2022 року).
| No. | Волейболістка     | Дата народження  | Зріст (m) | Позиція               | Країна                      |
| --- | ----------------- | ---------------- | --------- | --------------------- | --------------------------- |
| 1   | Туна Айбюке Озел  | 26 квітня 2002   | 1.62      | ліберо                | Туреччина                   |
| 2   | Сімге Шебнем Акез | 23 квітня 1991   | 1.68      | ліберо                | Туреччина                   |
| 3   | Тіяна Бошкович () | 8 березня 1997   | 1.96      | діагональний          | Сербія                      |
| 4   | Бейза Аричи       | 27 липня 1995    | 1.93      | центральний блокуючий | Туреччина                   |
| 5   | Лаура Гейрман     | 17 травня 1993   | 1.90      | центральний блокуючий | Бельгія                     |
| 6   | Саліха Шахін      | 5 листопада 1998 | 1.85      | догравальний          | Туреччина                   |
| 7   | Ханде Баладин     | 1 вересня 1997   | 1.90      | догравальний          | Туреччина                   |
| 8   | Ясемін Гювелі     | 5 січня 1999     | 1.91      | центральний блокуючий | Туреччина                   |
| 10  | Майя Огнєнович    | 6 серпня 1984    | 1.83      | пасуючий              | Сербія                      |
| 12  | Еліф Шахін        | 19 січня 2001    | 1.90      | пасуючий              | Туреччина                   |
| 13  | Саманта Фабріс    | 8 лютого 1992    | 1.90      | діагональний          | Хорватія                    |
| 14  | Япрак Еркек       | 2 вересня 2001   | 1.82      | догравальний          | Туреччина                   |
| 16  | Ділай Оздемір     | 15 серпня 2005   | 1.87      | пасуючий              | Туреччина                   |
| 18  | Ірина Воронкова   | 20 жовтня 1995   | 1.94      | догравальний          | Росія                       |
| 19  | Дефне Башиолджу   | 9 серпня 2006    | 1.92      | діагональний          | Туреччина                   |
| 88  | Шінед Джек-Кісал  | 8 листопада 1993 | 1.98      | центральний блокуючий | Тринідад і Тобаго Туреччина |

## Арена
Домашня арена команди Eczacıbaşı Spor Salonu вміщує 1000 глядачів. Матчі єврокубків «Еджзаджибаши» поряд з іншими турецьким командами проводить у більшому залі Burhan Felek Voleybol Salonu, розрахованому на 7500 глядачів.